# Sonety z portugalskiego

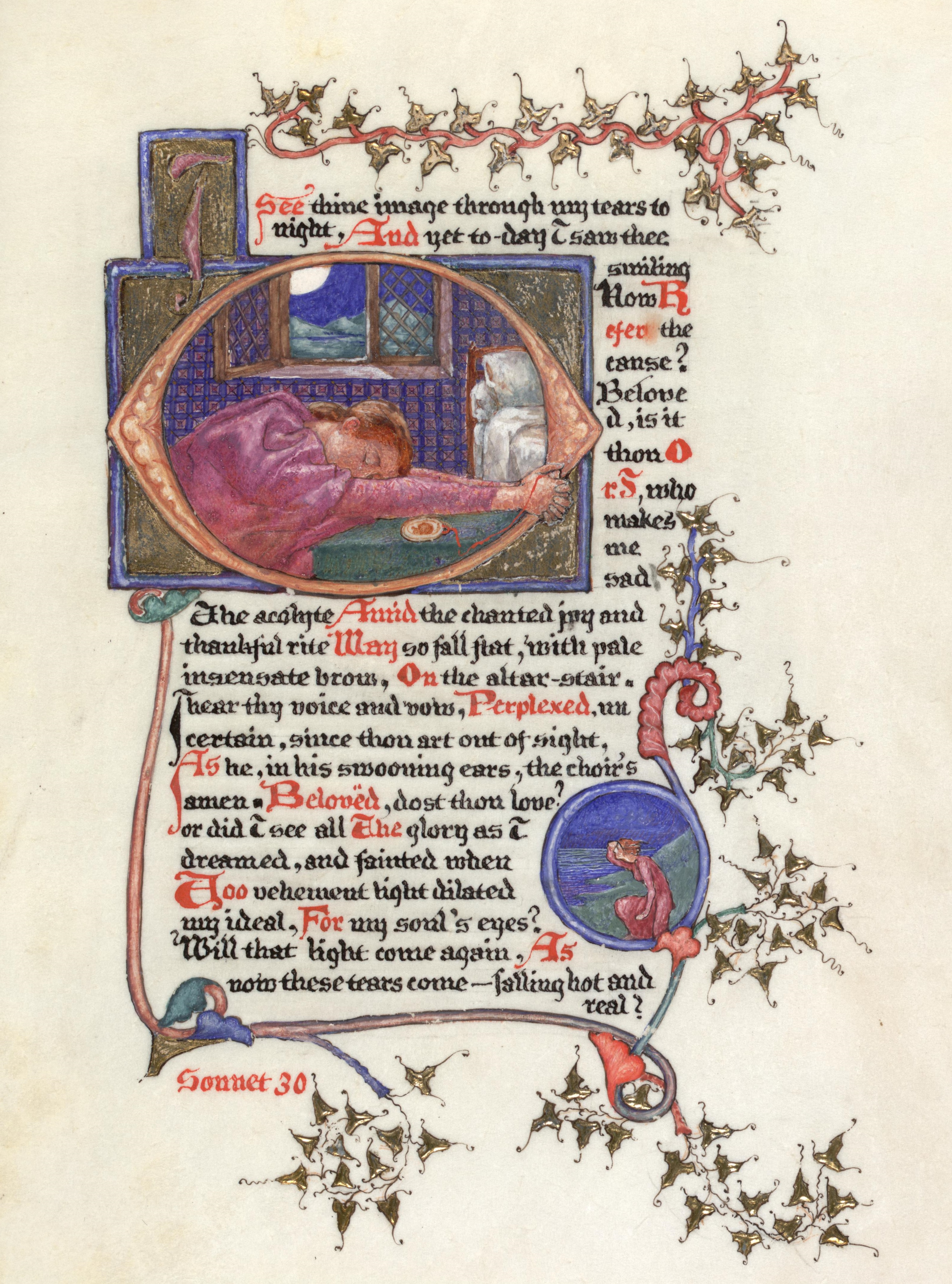
Wystylizowana na średniowieczny manuskrypt strona Sonetów z portugalskiego. Dzieło stworzyła pod koniec XIX wieku Phoebe Anna Traquair

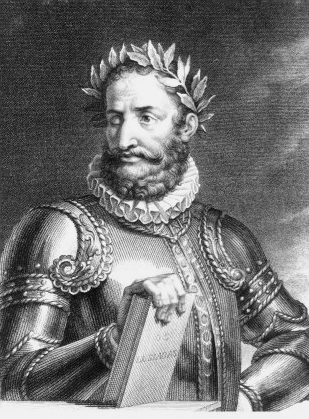
Portugalski poeta Luís de Camões, autor eposu "Luzjady" i rzekomy adresat sonetów Elizabeth Barrett Browning. Grafika François Gérarda

Sonety z portugalskiego (Sonnets from the Portuguese) – cykl liryczny dziewiętnastowiecznej angielskiej poetki Elizabeth Barrett Browning, składający się z 44 utworów o tematyce miłosnej. Cykl ten jest nie tylko najbardziej znanym dziełem autorki, ale też jednym z najważniejszych zbiorów sonetystycznych w historii literatury angielskiej. Dzieło wydano – ze względów obyczajowych – jako rzekome tłumaczenie utworów fikcyjnej ukochanej największego portugalskiego poety renesansowego, Luísa de Camõesa. Składające się na utwór sonety powstały przed 1847, kiedy poetka ofiarowała je swojemu mężowi Robertowi Browningowi. Wydany został w 1850. Za najsłynniejszy uchodzi sonet XLIII How do I love thee? Let me count the ways. Liryki z omawianego tomu realizują model sonetu włoskiego, dominującego w poezji portugalskiej (w ten sposób pisał już pierwszy portugalski sonetysta Francisco de Sá de Miranda, autor wiersza O sol é grande, caem co’a calma as aves). Rymują się abba abba cdc dcd.
Na język polski sonety Elizabeth Barrett-Browning tłumaczyli Zofia Reutt-Witkowska, Ludmiła Marjańska i Stanisław Barańczak.